# Сабіно Барінага
Сабіно Барінага (ісп. Sabino Barinaga, 15 серпня 1922, Дуранго — 19 березня 1988, Мадрид) — іспанський футболіст, що грав на позиції нападника. По завершенні ігрової кар'єри — тренер.

## Ігрова кар'єра
Народився в Іспанії, але через громадянську війну в підлітковому віці емігрував до Англії у супроводі двох з трьох своїх братів і сестер, де навчався футболу в молодіжній команді клубу «Саутгемптон». Після цього продовжував грати один сезон за резервну команду, забивши 62 голи, проте за основу не зіграв жодної гри.
Після закінчення громадянської війни, він повернувся до Іспанії, де став виступати за «Реал Мадрид», за який грав впродовж 11 сезонів. У Ла Лізі дебютував 28 квітня 1940 року в матчі проти «Атлетіка» (1:3), цей матч залишився для нього єдиним для гравця в цьому сезоні. Згодом після майже двох років в оренді у Сегунді в клубі «Реал Вальядолід», Барінага повернувся до складу «вершкових», ставши нарешті основним гравцем і виграв з клубом три основні трофеї — двічі разом з командою завойовував кубок Іспанії та один раз Кубок Еви Дуарте.
З 1950 року чотири сезони захищав кольори команди клубу «Реал Сосьєдад». В новому клубі був серед найкращих голеодорів, відзначаючись забитим голом в середньому щонайменше у кожній третій грі чемпіонату.
Завершив професійну ігрову кар'єру у клубі «Реал Бетіс», за який недовго виступав протягом 1955 року у Сегунді.

## Кар'єра тренера
Після закінчення кар'єри футболіста Барінага став тренером у клубі, в якому провів останній сезон, в «Бетісі».
1957 року став головним тренером команди «Осасуна», тренував клуб з Памплони два роки, з яким він досяг п'ятого і восьмого місця в турнірній таблиці. В одинадцятому турі сезону 1959/60 Барінага повернувся в «Бетіс» і став з клубом з Андалусії у таблиці шостим.
1960 року прийняв пропозицію попрацювати у клубі "Реал Ов'єдо, але був звільнений вже після 24 турів і закінчував сезон 1960/61 у клубі Сегунди «Малага», з яою він піднявся в кінці сезону в Ла Лігу. У наступному сезоні йому вдалося зберегти команду від вильоту, але у сезоні 1962/63 після 21 туру Сабіно був звільнений, а клуб за підсумками сезону був знижений назад до Сегунди.
За 15 турів до кінця сезону 1963/64 Барінага очолив столичний клуб «Атлетіко» та став з ним фіналістом Кубка Іспанії, програвши у вирішальному матчі 1:2 «Сарагосі». Тим не менш цей результат дозволив клубу кваліфікуватись до Кубку Ярмарків, але Сабіно покинув Мадрид наприкінці сезону.
Згодом попрацював з «Валенсією» та «Севільєю», а 1967 року втретє у своїй кар'єрі очолив «Реал Бетіс», але не зміг врятувати їх від вильоту в другий дивізіон. Після дев'яти матчів другого сезону і тільки трьох перемог, він повинен був знову залишити свою посаду.
Провівши кілька місяців 1968 року в Мексиці в клубі «Америка», Барінага став тренером збірної Нігерії. Наступного року Сабіно повернувся на батьківщину і тренував «Мальорку», з якою в кінці сезону 1969/70 знову вилетів до Сегунди.
1971 року був запрошений очолити збірну Марокко, з якою він взяв участь в олімпійському футбольному турнірі 1972 року, в якому Марокко зуміла вийти з групи.
Згодом з 1972 і по 1974 рік очолював тренерський штаб команди «Реал Ов'єдо», після чого сезоні 1974/75 тренував «Кадіс», але на початку сезону 1975/76 він знову був змушений покинути клуб після того, як здобув тільки один виграш у п'яти перших іграх.
У березні 1978 року Барінага очолив останній клуб у своїй кар'єрі, яким знову став «Реал Ов'єдо»: він повинен був утримати клуб у Сегунді за десять ігор, що залишилися до кінця сезону. Однак після трьох перемог, чотирьох нічиїх та трьох поразок в кінцевому підсумку клуб зазнав невдачі та понизився у класі.
Помер 19 березня 1988 року на 66-му році життя у місті Мадрид від хвороби серця. Його поховали на кладовищі міста Альмудена.

## Титули і досягнення
- Володар Кубка Іспанії (2):

«Реал Мадрид»: 1946, 1947
- Володар Кубка Еви Дуарте (1):

«Реал Мадрид»: 1947